# Carl Greith

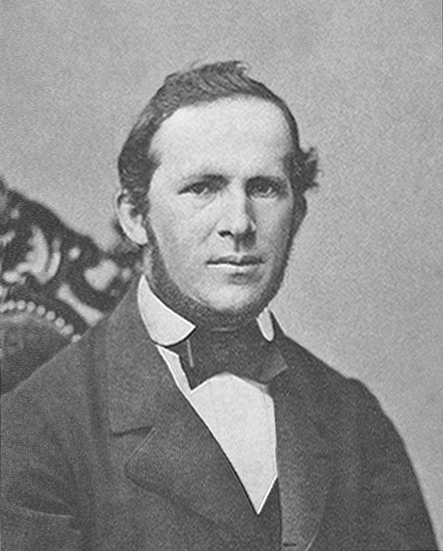
Karl Greith (der Name seines Onkels wird als folgt geschrieben: Carl Johann Greith)

Carl Greith, auch Karl Greith, getauft Emil Franz Carl Greith, (* 21. Februar 1828 in Aarau, Schweiz; † 17. November 1887 in München) war ein Schweizer Komponist und Kirchenmusiker.

## Leben
Emil Franz Carl Greith kam am 21. Februar 1828 als ältester Sohn der sechs Kinder des Schweizer Komponisten und Musikpädagogen Franz Josef Greith (1799–1869) zur Welt. Carl wird als musikalisch hoch begabtes Kind beschrieben, das seinem Vater nacheiferte und ihn oft in der Kirche als Musiker vertrat. Nach einer klassischen Ausbildung am Gymnasium, die er mit Auszeichnung beendete, wurde er ein guter Lateiner. Eine Fähigkeit die für ihn später als Kirchenkomponist von unschätzbarem Wert war.
Seiner hervorragenden Neigung und Begabung folgend ermöglichten ihm Vater Greith und seine älteste Schwester Rosa (1826–1913), die zu jener Zeit als Klavierlehrerin in St. Gallen tätig war, ein Musikstudium in München. Im Herbst 1845 bereiste er mit seinem Vater die Domstadt. Dieser hatte für ihn im damaligen Zentrum der katholischen Kirchenmusik die besten Lehrer ihres Fachs ausgewählt. Caspar Ett (1788–1847), den Wiedererwecker der altklassischen Kirchenmusik (für Harmonie- und Kontrapunktlehre) und den angesehenen Orgelmeister Johann Georg Herzog (1822–1909). Hier erhielt Carl Greith 1845–1847 eine fundamentale musikalische Ausbildung in den Fächern: Harmonie- und Kompositionslehre, Violine, Flöte, Klavier und Orgel. Bereits in seinem zweiten Studienjahr folgen erste Kompositionen: eine Festouvertüre für die Bischofsfeier in St. Gallen und als Auftragsarbeit für die Kantonsschule 32 Gesänge für den katholischen Gottesdienst (1846/47). Nach seiner Ausbildung in München vollendete er sein Kompositionsstudium in Augsburg unter den Fittichen von Karl Ludwig Drobisch (1803–1854).
Im Herbst 1847 kehrte Greith nach St. Gallen zurück, wo er 1848 als Direktor der Antlitzgesellschaft und Gesangslehrer, die theoretische und praktische Pflege der Musik und darauf bezügliche Vorträge an den höheren Lehranstalten übernahm. Anlässlich der musikalischen Schlussfeier der Kantonsschule St. Gallen wird sein Oratorium „Der heilige Gallus“ am 25. August 1848 uraufgeführt. Wiederholungen folgen im Frühjahr 1849 in Winterthur und Zürich. Lob erhielt Vater Greith u. a. vom schweizerischen Komponisten Xaver Schnyder von Wartensee (1786–1868) der ihm schrieb: „Die Komposition des Zwanzigjährigen ist natürlich, klar, ungesucht, die Instrumentation vortrefflich und vollkommen rein. Der Komponist hat Geist und Gemüt, Kopf und Herz, er wird am Firmament der Komposition als schönleuchtender Stern glänzen.“ Nach mehreren Choralmessen und Streichquartetten folgten die Melodramen Frauenherz und Die Waise aus Genf in Basel und St. Gallen. Damals begegnete er auch Richard Wagner (1813–1883) zudem er sich anfänglich hingezogen später wieder befremdet fühlte.
1854 übersiedelte Carl Greith nach Frankfurt am Main, wo er als hochgeschätzter Musikpädagoge wirkte und u. a. eine Sinfonie komponierte. 1856 wurde er zum Musikdirektor nach Feldkirch berufen. Bereits 1857 kehrte er in die Schweiz zurück und nahm eine Anstellung als Professor und Chordirigent in Schwyz an. Nach der Pensionierung seines Vaters trat er 1861 dessen Nachfolge als Chordirektor und Organist an der Kathedrale in St. Gallen an. Seine Bestrebungen um Reformen wurden nur widerwillig im konservativen, katholischen Umfeld angenommen. Zehn Jahre lang kämpfte er mit zahllosen Schwierigkeiten, dennoch gelang es ihm sich dank seines unbeugsamen Willens durchzusetzen.
Glücklich verheiratet zog er mit seiner musikalisch gebildeten, feinfühligen Gattin Klara 1872 nach München, wo er nach mehreren erfolgreich aufgeführten Kompositionen ab 1877 an der Frauenkirche als Domkapellmeister tätig wurde. Unermüdliche Energie liess er in das dortige Orchester einfliessen, nicht zuletzt um seine eigenen Kompositionsarbeiten aufführen zu können. Eine enge Freundschaft verband ihn mit dem Reformator der katholischen Kirchenmusik Franz Xaver Witt (1834–1888). Greith's Schaffen wurde jedoch vom cäcilianistisch dominierten Domkapitel kaum beachtet, und er zog sich immer mehr von der Öffentlichkeit zurück. Aus Verdruss verzichtete er sogar bei vielen Aufführungen seiner Werke seinen Namen anzuführen. Am 17. November 1887 erlitt er einen Schlaganfall und verstarb. Beigesetzt wurde er auf dem alten südlichen Friedhof am Sendlinger Tor in München, wo sein Grab noch heute existiert. In einem Nachruf ehrten ihn die Münchner mit der Gleichstellung der ebenfalls in München lebenden und heute viel bekannteren Zeitgenossen Joseph Rheinberger (1839–1901) und Franz Lachner (1803–1890).

## Biographische Quellen
- Regula Puskás: Greith, Karl. In: Historisches Lexikon der Schweiz., 2006
- Hans Peter Schanzlin: Greith, Karl. In: Neue Deutsche Biographie (NDB). Band 7, Duncker & Humblot, Berlin 1966, ISBN 3-428-00188-5, S. 42 f. (Digitalisat).
- Hyacinth Holland: Greith, Karl. In: Allgemeine Deutsche Biographie (ADB). Band 49, Duncker & Humblot, Leipzig 1904, S. 537–539.
- Karl Jakob Eisenring: Carl Greith, der grösste schweizerische Kirchenmusiker. Ein Lebens- & Charakterbild des weiland Domkapellmeisters von St. Gallen und von München, nebst fünf Proben von Karl Greith's musikliterarischer Thätigkeit. Verlag der Erziehungsanstalt Paradies, Ingenbohl 1900
- Alfred Disch: Franz Josef Greith von Rapperswil (1799–1869), hrsg. von der Ortsgemeinde Rapperswil, 1982
- Emanuel Schwarz: Der Komponist Carl Greith, Beilageheft Oratorium „Der heilige Gallus“, hrsg. vom Collegium Musicum St. Gallen, 1998
- Beilageheft Oratorium „Judith“, hrsg. vom Collegium Musicum St. Gallen, 2001
- Beilageheft Oratorium „Der heilige Gallus“, hrsg. von Musiques Suisse (MGB), 2003